# Примирје (кратки филм)
„Примирје” је југословенски кратки филм из 1980. године. Режирао га је Никола Ђурђевић а сценарио је написао Алексеј Нејман.

## Улоге
| Глумац        | Улога |
| ------------- | ----- |
| Хусеин Чокић  |       |
| Маринко Шебез |       |